# Anomalohimalaya
Genre
Anomalohimalaya est un genre de tiques de la famille des Ixodidae.

## Distribution
Les espèces de ce genre se rencontrent en Asie centrale, au Tibet et au Népal.
Elles ont été observées sur des rongeurs des genres Cricetulus et Alticola.

## Liste des espèces
Selon Guglielmone & al., 2010 :
- Anomalohimalaya cricetuli Teng & Huang, 1981
- Anomalohimalaya lamai Hoogstraal, Kaiser & Mitchell, 1970
- Anomalohimalaya lotozkyi Filippova & Panova, 1978

## Publication originale
- Hoogstraal, Kaiser & Mitchell, 1970 : Anomalohimalaya lama, New Genus and New Species (Ixodoidea: Ixodidae), a Tick Parasitizing Rodents, Shrews, and Hares in the Tibetan Highland of Nepal. Annals of the Entomological Society of America, vol. 63, n. 6, p. 1576-1585.